# 单位根

复平面上的三次单位根

数学上，{\displaystyle \,n\,}次單位根是{\displaystyle \,n\,}次冪為1的複數。它們位於复平面的单位圆上，構成正多边形的頂點，但最多只可有兩個頂點同時標在實數線上。

## 定义
{\displaystyle z^{n}=1\qquad (n=1,2,3,\cdots )}
这方程的複數根 {\displaystyle z\,}為{\displaystyle n\,}次單位根。
單位的 {\displaystyle n\,}次根有 {\displaystyle n\,}個：
{\displaystyle e^{\frac {2\pi k{i}}{n}}\qquad (k=0,1,2,\cdots ,n-1)}。

## 本原根
單位的 {\displaystyle n\,}次根以乘法構成{\displaystyle n}階循環群。它的生成元是 {\displaystyle n\,}次本原單位根。{\displaystyle n\,}次本原單位根是{\displaystyle e^{\frac {2\pi k{i}}{n}}}，其中{\displaystyle k\,}和{\displaystyle n\,}互質。{\displaystyle n\,}次本原單位根數目為歐拉函數{\displaystyle \varphi (n)}。
全体i次单位根对普通乘法作成群，即i次单位根群。所有全体i次单位根群在普通乘法下也可作成群，且这是一个无限交换群，这个无限交换群里的每个元素的阶都有限。

## 例子
一次單位根有一個: {\displaystyle 1\,}。
二次單位根有兩個: {\displaystyle 1\,}和{\displaystyle -1\,}，只有{\displaystyle -1\,}是本原根。
三次单位根是
{\displaystyle \left\{1,{\frac {-1+{\sqrt {3}}{i}}{2}},{\frac {-1-{\sqrt {3}}{i}}{2}}\right\},}
其中{\displaystyle {i}}是虚數單位；除{\displaystyle 1\,}外都是本原根。
四次單位根是
{\displaystyle \left\{1,i,-1,-i\right\},}
其中{\displaystyle i}和{\displaystyle -i}是本原根。

## 和式
當{\displaystyle n\,}不小於{\displaystyle 2\,}时，{\displaystyle n\,}次單位根總和為{\displaystyle 0\,}。這一結果可以用不同的方法證明。一個基本方法是等比級數：
{\displaystyle \sum _{k=0}^{n-1}e^{\frac {2\pi k{i}}{n}}={\frac {e^{\frac {2\pi {n}i}{n}}-1}{e^{\frac {2\pi {i}}{n}}-1}}={\frac {1-1}{e^{\frac {2\pi {i}}{n}}-1}}=0}。
第二個證法是它們在複平面上構成正多邊形的頂點，而從對稱性知這多邊形的重心在原點。
還有一個證法利用關於方程根與係數的韋達定理，由分圓方程的{\displaystyle x^{n-1}\,}項係數為零得出。